# Віялохвістка жовточерева
Віялохвістка жовточерева (Chelidorhynx hypoxanthus) — вид горобцеподібних птахів родини Stenostiridae.

## Таксономія
Традиційно, віялохвістка жовточерева під видовою назвою Rhipidura hypoxantha відносилась до роду віялохвістка (Rhipidura) родини віялохвісткових (Rhipiduridae). Лише у 2009 році, за результатами молекулярного аналізу, вид перенесли у новостворену родину Stenostiridae, виокремивши в монотиповий рід Chelidorhynx.

## Поширення
Вид поширений в Гімалаях (на півночі Пакистану та Індії, в Непалі та Бутані), в М'янмі, на півночі Бангладешу, на півдні Китаю, та на півночі Таїланду, Лаосу і В'єтнаму.

## Опис
Дрібний птах, завдовжки 12 см, вагою 5-6 г. Верх голови, спина, крила, хвіст темно-сірого забарвлення з оливковим відтінком. На хвості є дві білі кермові пір'їни. Решта голови, горло, груди, черево жовті. Від дзьоба через очі до шиї йде широка темна смуга.

## Спосіб життя
Живе у гірських дощових лісах на висоті 1500-3700 м. Взимку спускається в долину. Живиться комахами та іншими дрібними безхребетними.